# 안나 폴리에타
안나 폴리에타(Anna Foglietta, 1979년 4월 3일 ~ )는 이탈리아의 배우이다.

## 출연 작품
- 이프 라이프 기브스 유 레몬스 (2018)
- 더 프라이즈 (2017)
- 테인티드 소울즈 (2017)
- 퍼펙트 스트레인저 (2016)
- 우리와 줄리아 (2015)
- 불완전한 사랑 완전한 섹스 (2012)